# LA7 (azienda)
LA7 S.p.A. è il terzo polo televisivo d'Italia dopo Rai e Mediaset, ed è una società di proprietà di Cairo Communication che opera nel settore televisivo.
Amministratore delegato della società è Marco Ghigliani.

## Attività imprenditoriali

### Televisione
| Logo | Nome    | Inizio trasmissioni | LCN          | LCN     | LCN | Streaming |
| Logo | Nome    | Inizio trasmissioni | DTT          | Tivùsat | Sky | Streaming |
| ---- | ------- | ------------------- | ------------ | ------- | --- | --------- |
|      | LA7 HD  | 29 settembre 2010   | 7, 107, 507  | 7       | 107 | Si        |
|      | LA7d HD | 29 settembre 2015   | 29, 229, 529 | 29      | 161 | Si        |

#### Ex canali
| Logo | Nome    | Inizio trasmissioni | Fine trasmissioni | LCN     | LCN     | LCN | Streaming |
| Logo | Nome    | Inizio trasmissioni | Fine trasmissioni | DTT     | Tivùsat | Sky | Streaming |
| ---- | ------- | ------------------- | ----------------- | ------- | ------- | --- | --------- |
|      | LA7 SD  | 24 giugno 2001      | 30 aprile 2024    | 7, 107  | 7       | ?   | Si        |
|      | LA7d SD | 22 marzo 2010       | 30 aprile 2024    | 29, 229 | 29      | ?   | Si        |

### Servizi interattivi
- LA7 on Demand
- LA7d on Demand
- LA7 Video
- LA7 Prime
- LA7 News on Demand